# Sabotage (Beastie Boys)
Sabotage è una canzone dei Beastie Boys.

## Descrizione
Si tratta del primo singolo estratto dal loro quarto album Ill Communication ed è stato pubblicato il 28 gennaio 1994.
Nel 2004 il brano è stato inserito nella lista delle 500 migliori canzoni secondo Rolling Stone. Inoltre è stato inserito dalla rivista Q nella classifica 100 Greatest Guitar Tracks alla posizione 46 e nella lista delle migliori canzoni degli anni 90 da VH1 (39) e da Pitchfork (19).

## Video musicale
Il video per il brano, diretto da Spike Jonze, è un omaggio-parodia alle serie televisive poliziesche degli anni settanta, come S.W.A.T. e Starsky & Hutch. Il video, presentato come una serie televisiva di nome Sabotage, vede la partecipazione dei membri della band come personaggi principali.
Il video è stato nominato in cinque categorie agli MTV Video Music Awards 1994 (Video of the Year, Best Group Video, Breakthrough Video, Best Direction in a Video, Viewer's Choice), senza però vincere in alcuna di queste. Tuttavia riuscì a vincere nella categoria Best Video (That Should Have Won a Moonman) agli MTV Video Music Awards 2009.

## Apparizioni nei media
Nel 2009 viene usata come scena di presentazione del capitano Kirk nel reboot di Star Trek da giovane.
Nel 2012 viene usata nel film Una spia non basta.
Nel 2016 viene usata in una scena chiave del film Star Trek Beyond.
Nel 2017 viene usata come sottofondo musicale per il trailer di lancio del videogioco Destiny 2.
La canzone è usata nell'episodio 16 della quindicesima stagione de I Griffin.

## Classifiche
| Classifica (1994)         | Posizione massima |
| ------------------------- | ----------------- |
| Canada                    | 38                |
| Regno Unito               | 19                |
| Stati Uniti               | 115               |
| Stati Uniti (alternative) | 18                |